# 足立溜奈
足立 溜奈（あだち るな、2000年11月3日 - ）は、日本の女子バレーボール選手である。

## 来歴
兵庫県丹波市出身。
兵庫県立氷上高等学校、東京女子体育大学を経て、2022/23シーズン、V.LEAGUE DIVISION1 WOMEN（V1女子）に所属するヴィクトリーナ姫路の内定選手となった。内定選手としてV1女子の試合に出場し、Vリーグデビューを果たした。
2023年、大学卒業後に、ヴィクトリーナ姫路に入団した。2023-24シーズンより、姫路での背番号が27から18に変更となった。
2025年、ブレス浜松への期限付き移籍が発表された。

## 所属チーム
- 兵庫県立氷上高等学校（2016-2019年）
- 東京女子体育大学（2019-2023年）
- ヴィクトリーナ姫路（2023年-）
  - ブレス浜松（2025-2026年）